# Raeburn Van Buren
Raeburn Van Buren, noto anche con lo pseudonimo di Ray Van Buren (Pueblo, 12 gennaio 1891 – Manhasset, 29 dicembre 1987), è stato un fumettista statunitense.

## Biografia
Nato in Colorado, crebbe a Kansas City, nel Missouri; appassionato di disegno, completati gli studi entrò nella nella redazione del Kansas City Star come disegnatore e apprese il mestiere del fumettista da Harry Wood; dopo qualche anno si trasferì a New York per continuare a studiare e dove realizzò illustrazioni freelance per riviste come Puck, Life e The Saturday Evening Post; durante la Prima Guerra Mondiale prestò servizio nel Settimo Reggimento (107° Fanteria) della 27a Divisione "New York Empire" e fu direttore artistico della rivista della Divisione, Gas Attack. dopo la guerra divenne uno dei principali illustratori di riviste del paese, collaborando con The Saturday Evening Post, The New Yorker ed Esquire, oltre che con Collier's, Redbook e McCall's.
Il 12 luglio 1937 il fumettista Al Capp gli affidò l'incarico di disegnare la serie Abbie an' Slats che realizzò per oltre quarant'anni, fino al suo pensionamento, avvenuto il 30 gennaio 1971. La striscia apparve su circa 400 giornali e fu scritta da Elliot Caplin a partire dal 1945. Dal 1947 in poi, Van Buren fu assistito da Andy Sprague e poi da altri due assistenti Don Komisarow e George Shedd.